# Jawa 175 Special
Jawa 175 Special je československý vzduchem chlazený jednoválcový motocykl, vyráběný v letech 1934–1946 firmou Jawa.

## Historie
Typ vychází z modelu Jawa 175 Villiers, ale byl značně přepracován a vylepšen. Existoval v provedení Standard Special nebo lidová verze, které se lišily množstvím chromu a výbavou.

## Motor
- Počáteční série – nebyla rozlišena na lidovou verzi a Standard Special, motocykl byl v podstatě stejný jako Jawa 175 Villiers, ale měl motor Jawa se zapalováním Villiers.
- Lidová verze – I. provedení – motor shodný s 175 Villiers, ale vyráběný v Jawě a nesoucí značky FJ.
- Lidová verze – II. provedení – motor byl shodný se starším provedením, magneto Villiers bylo nahrazeno magnetem Jawa, motor má dvojité výfukové potrubí.
- Lidová verze – III. provedení – motor má válec s mohutnějším žebrováním, výfuky uchyceny pomocí převlečných matic. Hlava válce má mohutnější žebrování, které je svislé a vodorovné. Primární převod je plně zakrytý a obsahuje olejovou náplň.
- Lidová verze – IV. provedení – motor je nové konstrukce s vratným vyplachováním Schnürle. Kliková hřídel je uložená na každé straně na dvou řadách válečkových ložisek bez klece, kde válečky běhají přímo po čepech klikového hřídele. Válec má mohutné žebrování, se sacím hrdlem v zadní části, po stranách se záslepkami přepouštěcích kanálů, které tvoří horní rádius kanálu a vpředu jsou dva výfukové kanály se závitem pro vnější převlečnou matici.
- Standard Special – I. provedení – jako lidová verze I. provedení, s dvojitým výfukovým potrubím.
- Standard Special – II. provedení – motor jako u předešlého provedení, oboustranný kryt primárního převodu.
- Standard Special – III. provedení – motor jako u předešlého provedení, nová hlava s větším žebrováním.
- Standard Special – IV. provedení – motor jako lidová verze III. provedení.
- Standard Special – V. provedení – motor jako lidová verze III. provedení.
- Standard Special – VI. provedení – motor jako lidová verze IV. provedení.

## Převodovka
Převodovka vychází z převodovky anglické značky Albion, netvoří jeden celek s motorem.
- Řazení
  - Ruční přímo z převodovky – počáteční série, lidová verze I.–III. provedení, Standard Special I.–III. provedení
  - Ruční na nádrži – lidová verze IV. provedení, Standard Special IV.–VI. provedení
  - Nožní řazení – Standard Special III.–VI. provedení

## Rám
Přední vidlice lisovaná. Sedlo lavorovitého tvaru odpružené dvojicí válcových pružin. Mělké blatníky.
- Nádrž
  - Podrámová – počáteční série, lidová verze I.–II. provedení, Standard Special I. provedení
  - Sedlová – lidová verze II.–IV. provedení, Standard Special II.–VI. provedení
- Brzdy bubnové
  - průměr 100 mm – počáteční série, lidová verze I.–II. provedení, Standard Special I.–II. provedení
  - průměr 150 mm – lidová verze III.–IV. provedení, Standard Special III.–VI. provedení

## Technické parametry
- Rám: dvojitý lisovaný z ocelových plechů a sešroubovaný
- Suchá hmotnost: 82 kg
- Pohotovostní hmotnost: kg
- Maximální rychlost: 90 km/h
- Spotřeba paliva: 3 l/100 km

## Fotogalerie

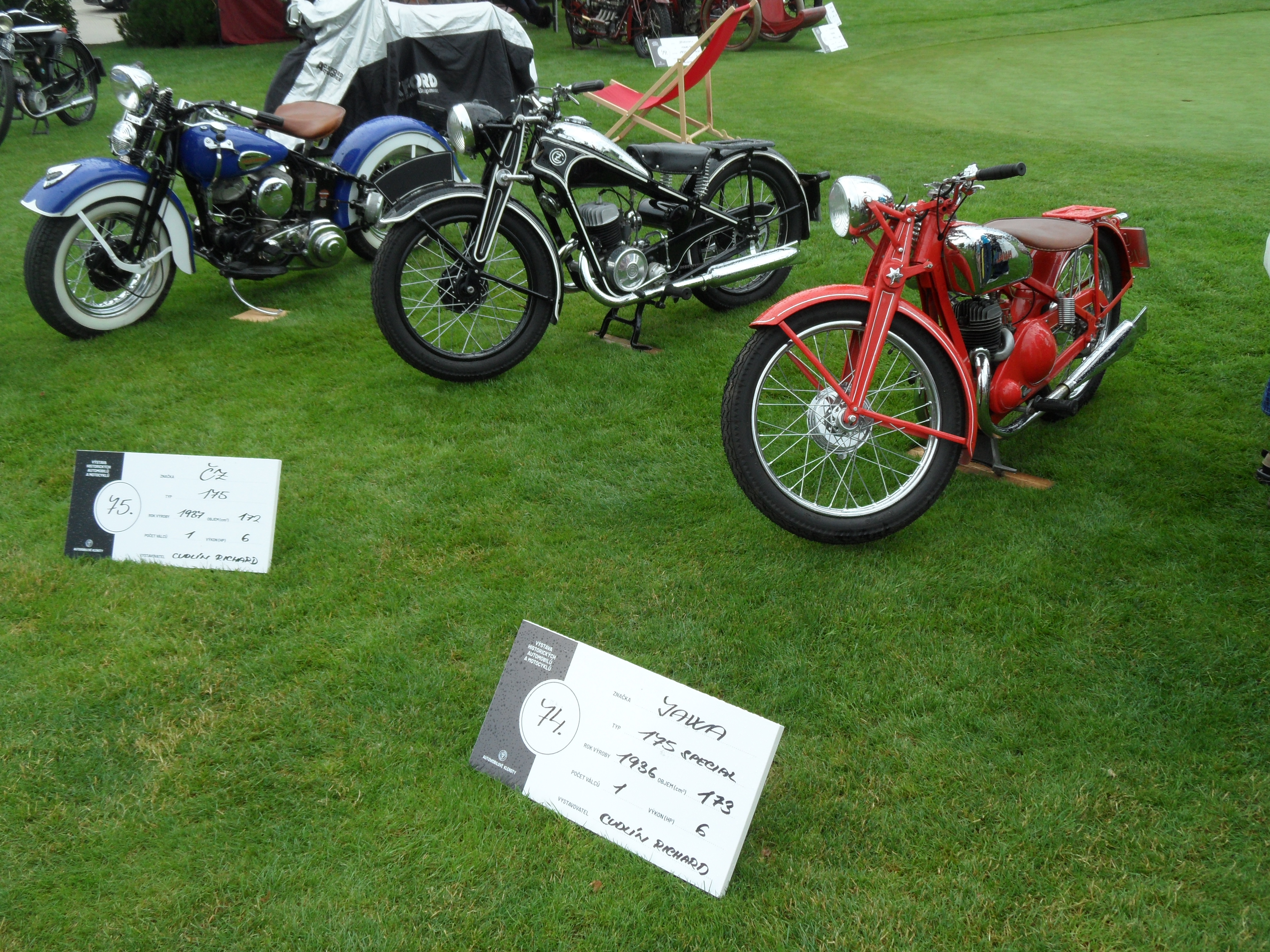
Jawa 175 Special (1936) + ČZ 175 na Automobilové klenoty 2019
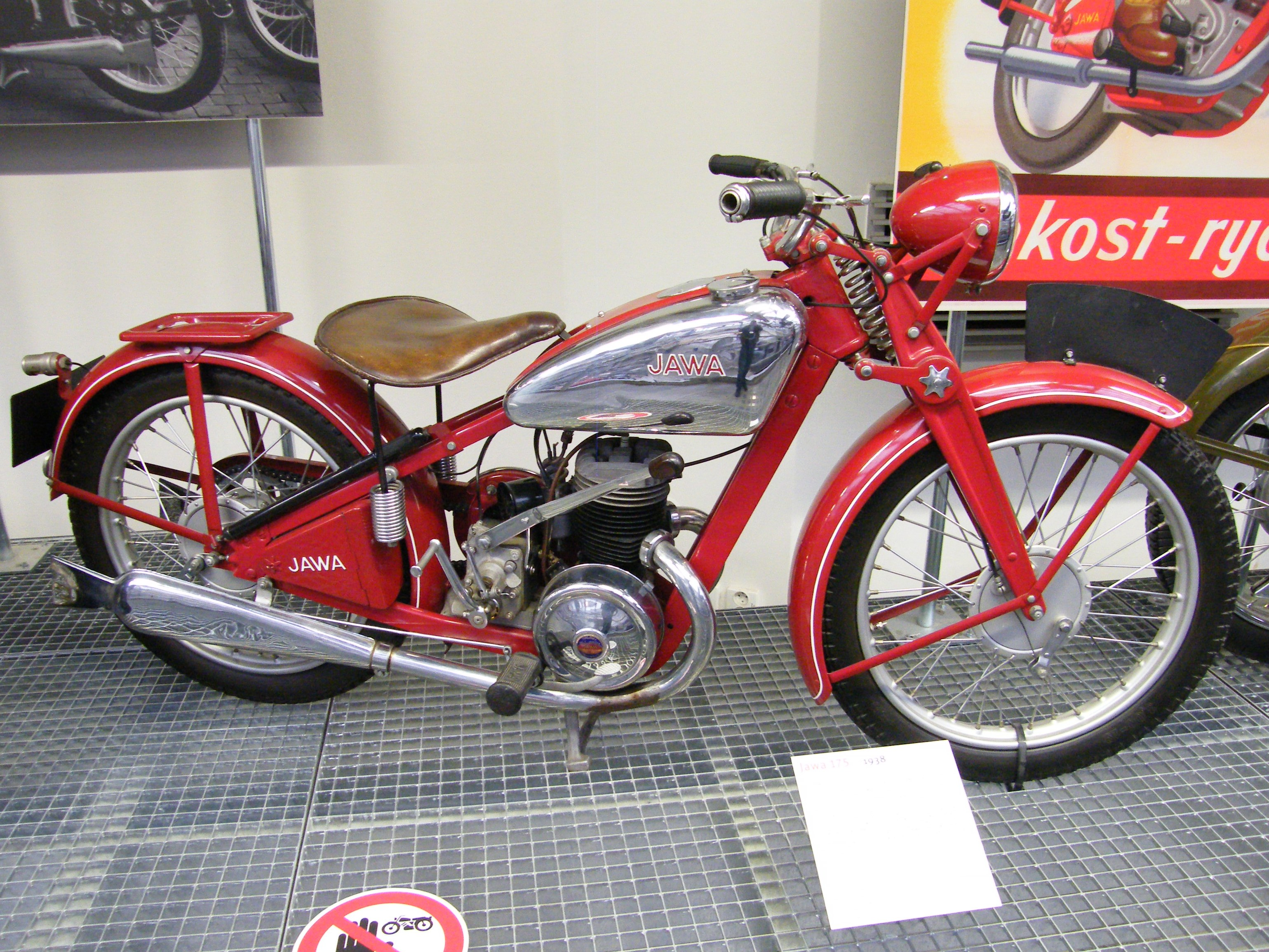
Jawa 175 Special (1938) v Národním technickém muzeu Praha
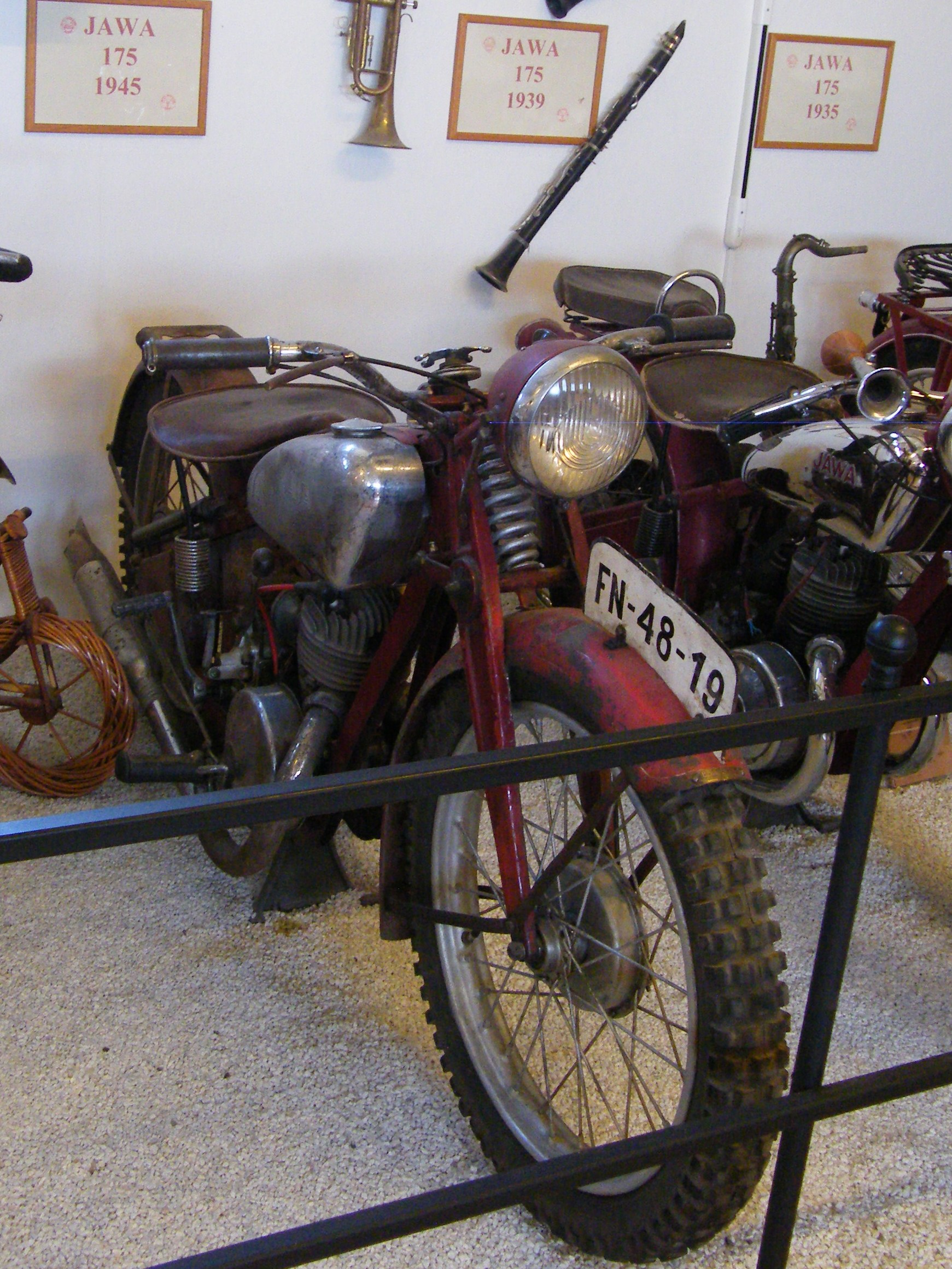
Jawa 175 Special (1946)